# 阿斯蒂莫斯卡托葡萄酒
阿斯蒂莫斯卡托（義大利語：Moscato d'Asti）是一类意大利白葡萄酒。其由白麝香葡萄酿造，产自意大利北部皮埃蒙特大区的阿斯蒂省及附近省份。该葡萄酒酒精度低且味甜，是一类微起泡酒（義大利語：frizzante），通常用作甜點酒。
阿斯蒂莫斯卡托为意大利葡萄酒的最高级别的“原产地严控葡萄酒”（DOCG）。根据法规，其ABV酒精濃度仅限于5.5%，且不允许使用类似香槟酒的二次发酵。在其发酵过程中，有不少天然糖分未发酵而残留在酒中。装瓶时一般采用传统的软木塞。
阿斯蒂莫斯卡托目前最大的出口国为美国，在2020年一年共出口美国2200万瓶。
该类葡萄酒易与另一类阿斯蒂起泡葡萄酒混淆。两者的产地和使用葡萄相同，但阿斯蒂起泡葡萄酒（Asti Spumante）比阿斯蒂莫斯卡托葡萄酒气压更高，属于全起泡酒（義大利語：spumante），酒精度也较高；而阿斯蒂莫斯卡托则较甜。一些葡萄酒酒标上简写的Asti实际上是指阿斯蒂起泡葡萄酒（Asti Spumante），而非阿斯蒂莫斯卡托葡萄酒。